# Asonlammi
Asonlammi är en sjö i Finland. Den ligger i Nousis kommun i landskapet Egentliga Finland, i den sydvästra delen av landet, 150 km väster om huvudstaden Helsingfors. Asonlammi ligger 75 meter över havet. Arean är 1,2 hektar och strandlinjen är 0,45 kilometer lång. Sjön  ingår i Aura å huvudavrinningsområde.   I omgivningarna runt Asonlammi växer i huvudsak blandskog.